# 水金九

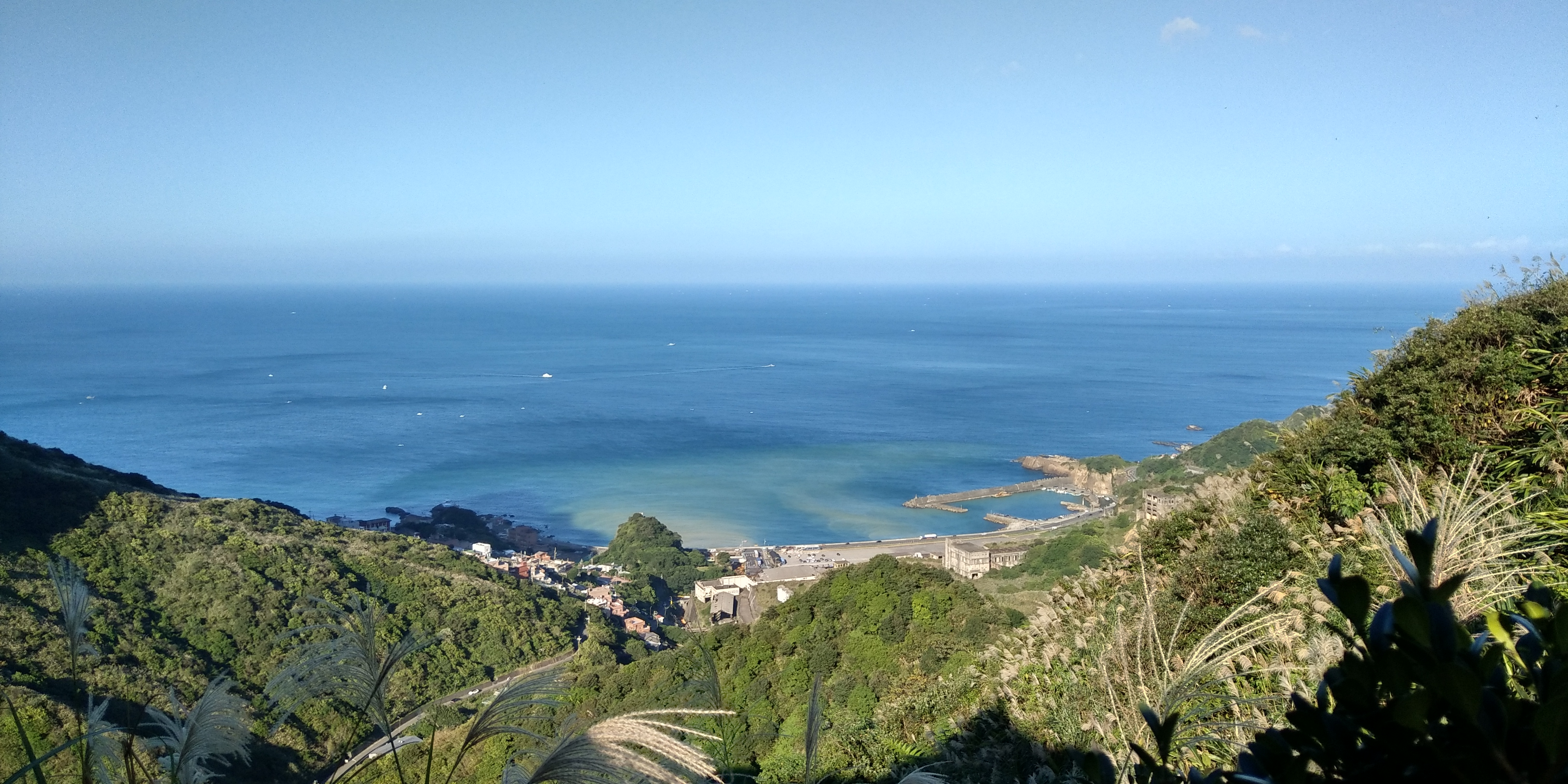
金瓜石遠眺陰陽海美景

水金九（與臺灣話「媠真久(suí tsin kú)」讀音近似），是指位在台灣新北市瑞芳區的三個地區，即「水湳洞」、「金瓜石」、「九份」的聚落群，此處地區過去曾因開採金礦而繁華一時，亦隨著礦產枯竭而迅速沒落，現因地區中的文化資產和相關地方景觀而成為台灣的著名觀光景點之一。水金九礦業遺址為文化部遴選出之18處臺灣世界遺產潛力點之一。

## 地區

### 水湳洞

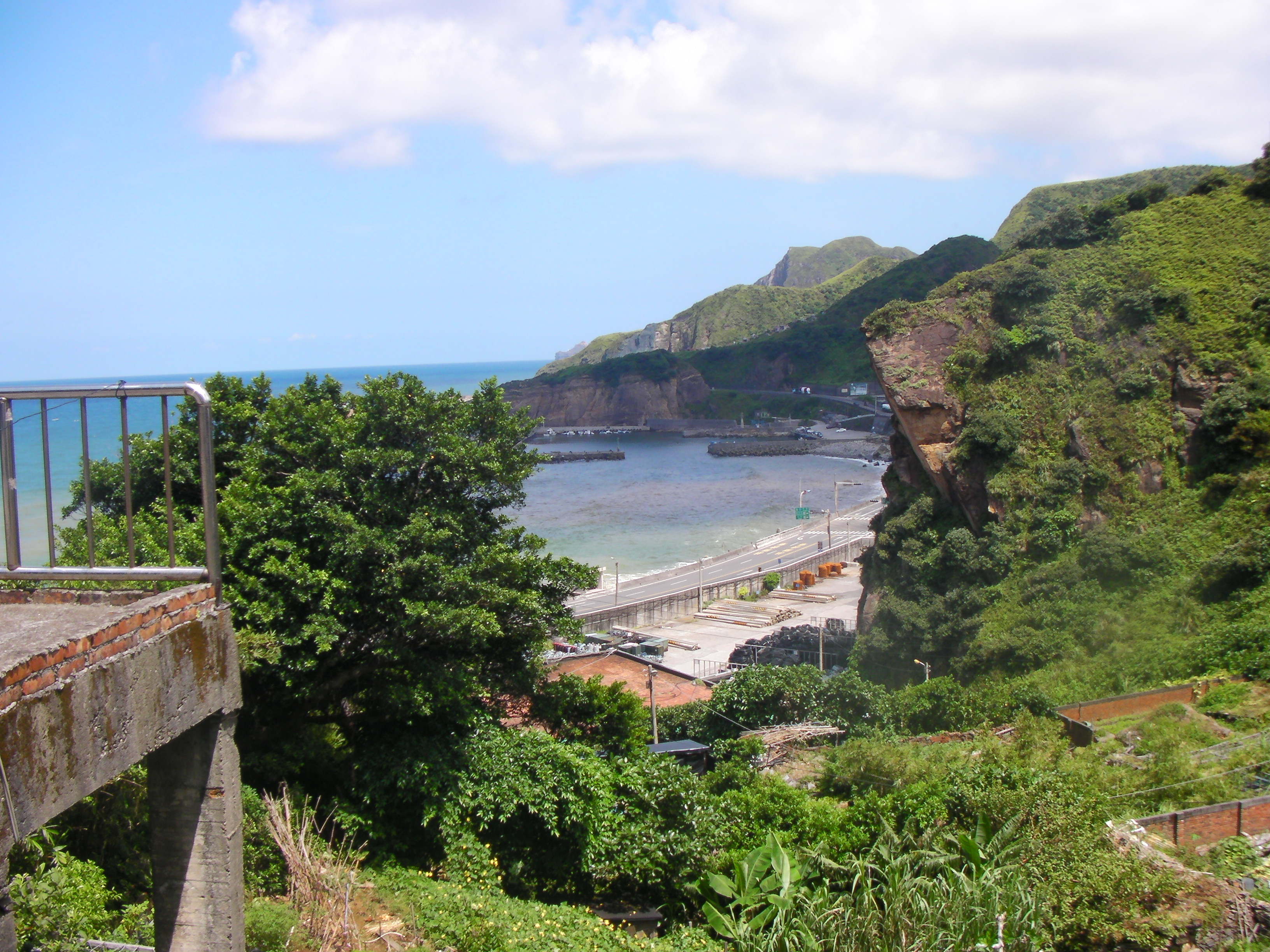
遠望水湳洞陰陽海

水湳洞，是一個位於台灣新北市金瓜石北方的區域。清治末年至日治前期該地區名為水南洞庄，日治後期為水南洞大字，第二次世界大戰結束後分為濂洞里與長仁里，改水南洞為水湳洞。 1969年濂洞里行政區域縮小，一部分濂洞里與長仁里合併成濂新里。水湳洞約在九份溪出海口兩岸，日治初期十三層選礦場設置後，才陸續有居民遷入，約為現今濂新里和濂洞里的範圍。水湳洞地名來自選礦場廣場巨岩旁之海蝕洞，洞旁溪流自山上流出，造成早期於洞旁形成「湳仔地」，故被稱為水湳洞。
地方特殊景觀與文化資產遺跡
- 水湳洞漁港
- 舊台鐵深澳線濂洞車站址
- 濂洞國小
- 天然海蝕洞
- 陰陽海
- 水湳洞選礦煉製場遺址（歷史建築）
- 長仁粗選礦場遺址
- 臺金濂洞煉銅廠煙道（文化景觀）
- 五萬噸與煙管
- 黃金瀑布
- 本山六坑洞口及索道系統遺跡（歷史建築）
- 本山七坑洞口遺址

### 金瓜石

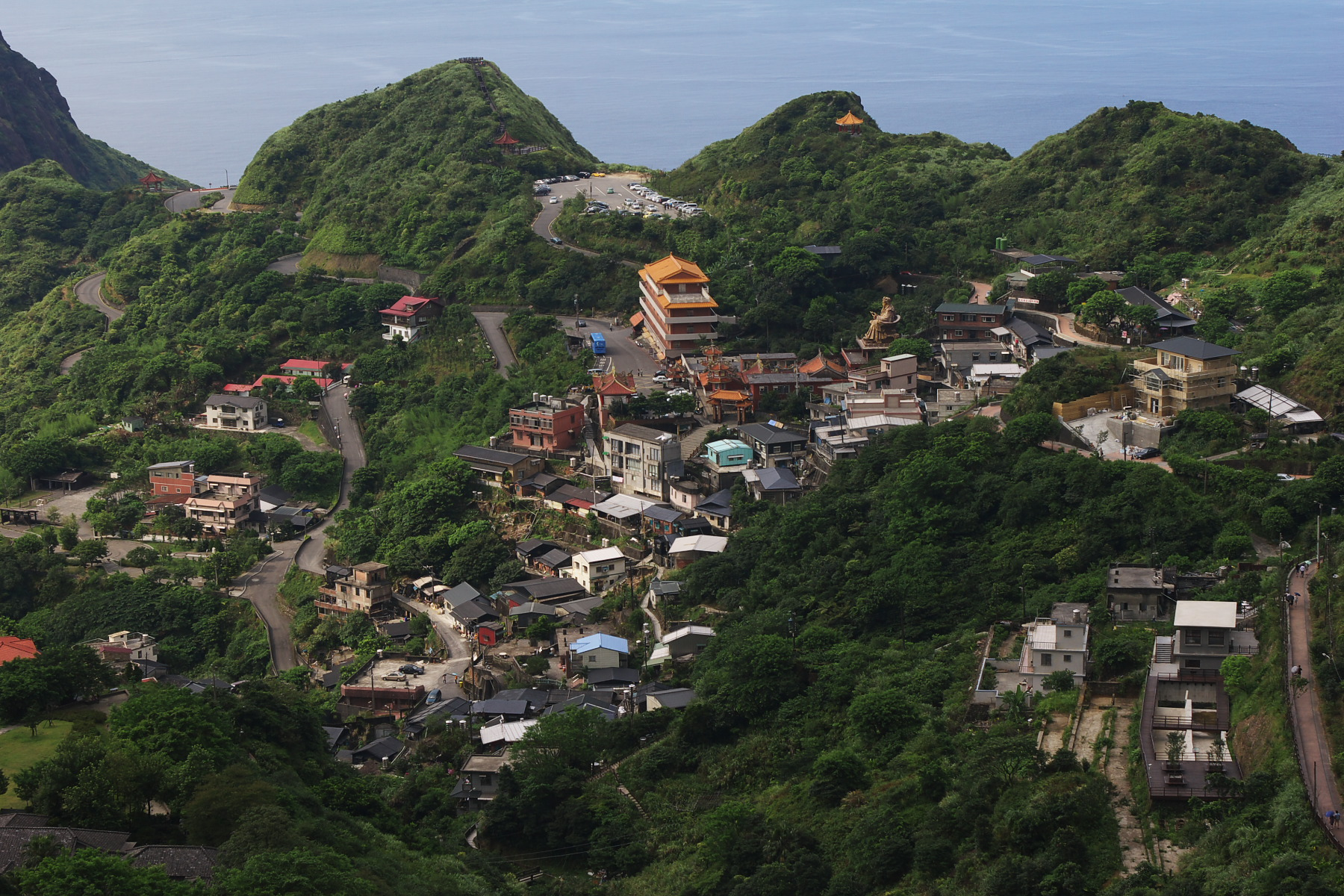
遠望金瓜石

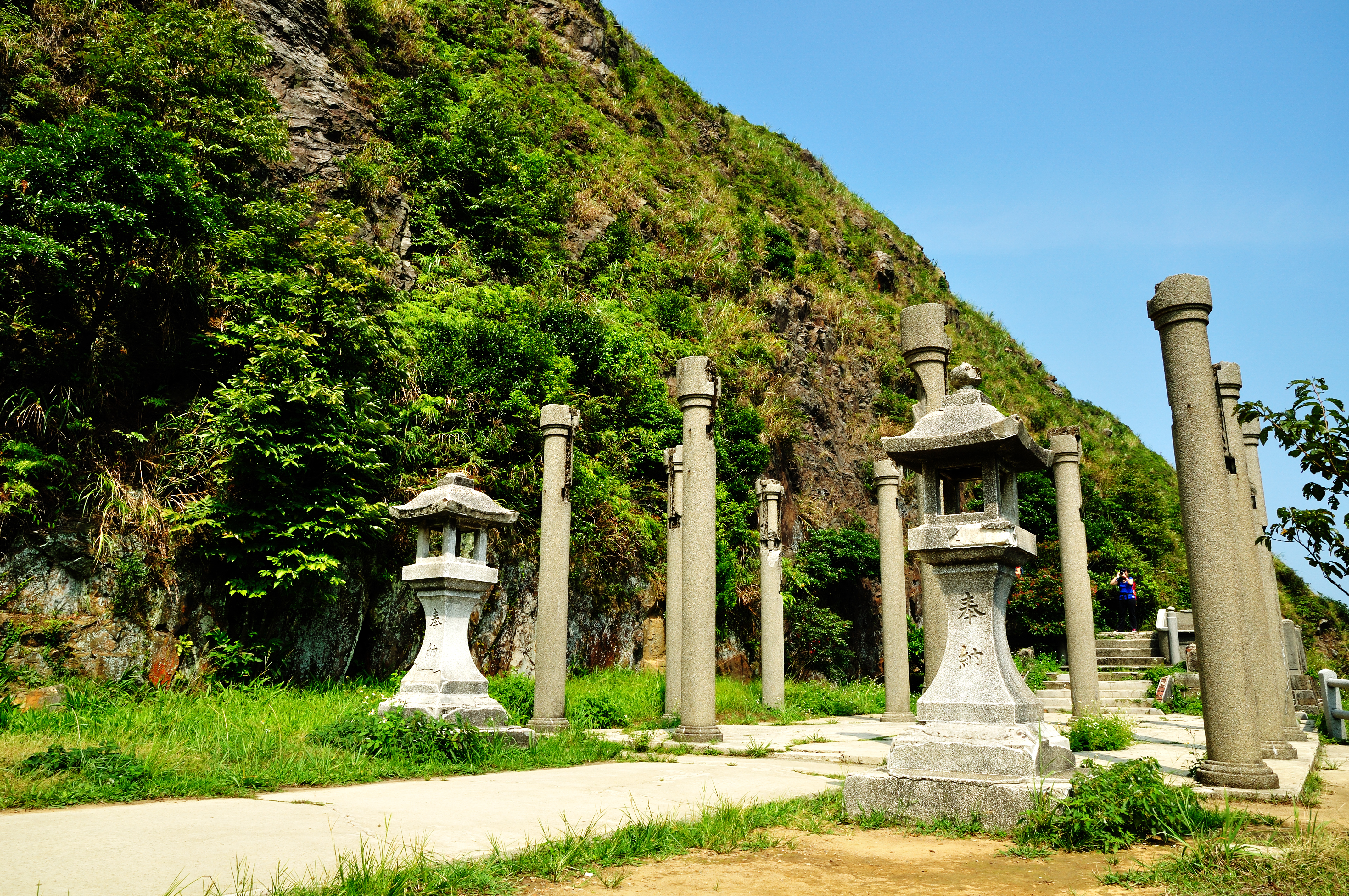
金瓜石神社

金瓜石，是位於台灣新北市東北部的一個聚落，起初於1890年（清光緒16年），台灣巡撫劉銘傳帶領工人修建鐵道時，在河床意外發現金砂，溯河而上至金瓜石，遂發現金礦脈。清政府設礦業局開採，開啟了金瓜石的採金工業。即使到了中華民國時期，由臺灣金屬鑛業股份有限公司（簡稱臺金公司）經營的時代，金瓜石仍是台灣黃金採礦業的重要產地，雖然金瓜石的採礦事業已經終止，但金瓜石可能還擁有相當可觀的礦產蘊藏量。
地方特殊景觀與文化資產遺跡
- 黃金博物園區建築群：[8]
- 金瓜石車站
- 鑛業鑛山事務所員工宿舍（四連棟）
- 金瓜石鑛山事務所所長宿舍 （三毛菊次郎宅，歷史建築）
- 煉金樓（前金瓜石旅館）
- 太子賓館 （市定古蹟）
- 本山五坑洞口
- 本山四坑斜坡索道
- 金瓜石地質公園（本山礦場）
- 金瓜石神社 （市定古蹟）
- 金瓜石礦業圳道及圳橋（市定古蹟）
- 周圍建築群
- 金泉寺及火葬場 （歷史建築）
- 金瓜石礦山溫籍礦殤祭祀碑
- 勸濟堂（祈堂廟）
- 祈堂老街
- 基隆山
- 無耳茶壺山
- 福山宮
- 金瓜石戰俘營遺址暨紀念公園
- 九份侖頂福山宮（接近九份邊界）

### 九份

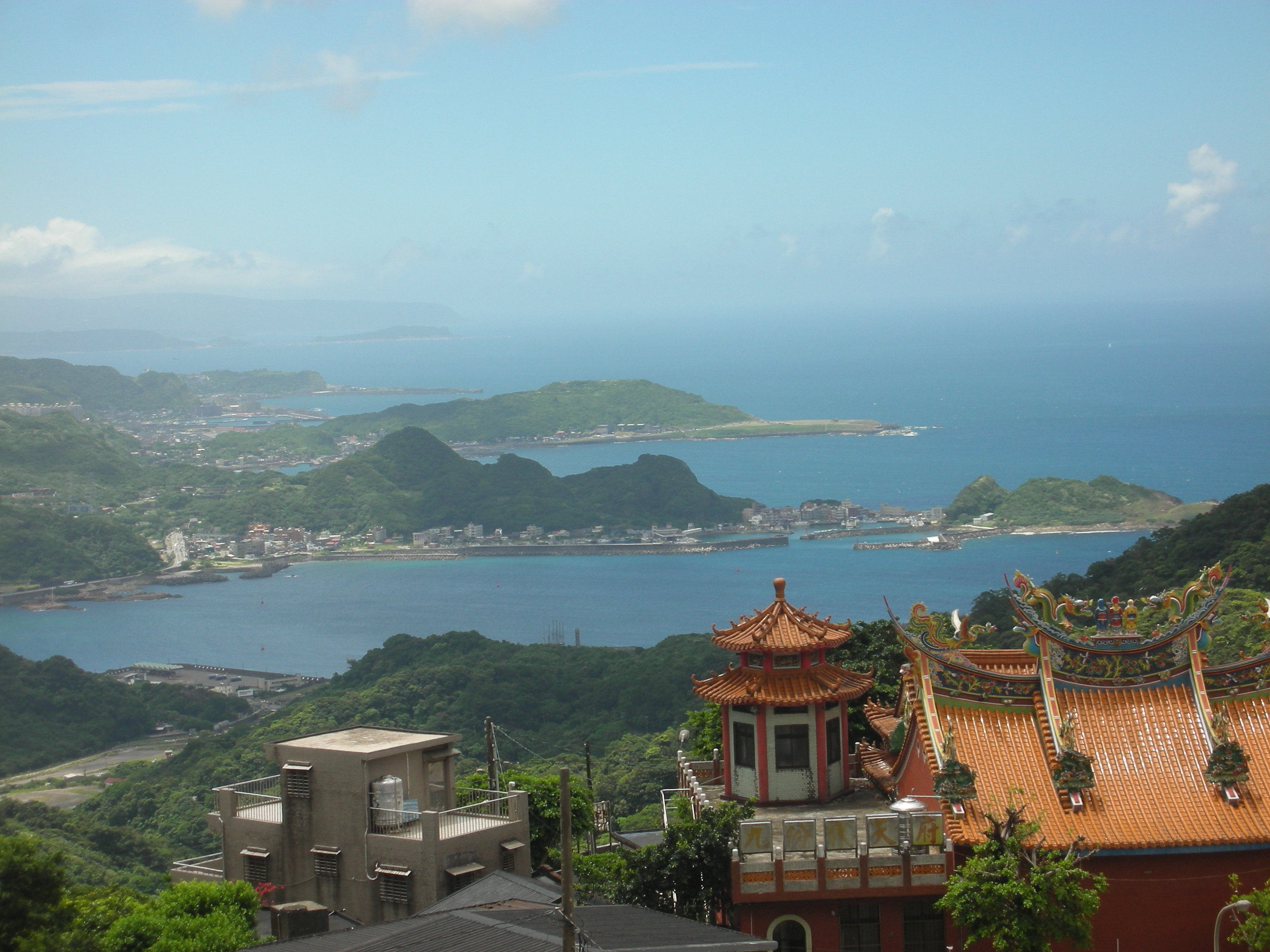
九份風景

九份，是位於台灣新北市瑞芳區的一個聚落，早期與金瓜石一樣因發現而興盛，但兩處的管理方式和採金方式不同，礦區文化與生活也截然不同。九份自日治時期至終戰後，交由臺陽礦業管理，待礦坑挖掘殆盡後一度沒落。1990年代後，因電影《悲情城市》在此取景，其獨特的舊式建築、坡地及風情透過該片吸引國內外的注目，也為此地區重新帶來生機，成為觀光景點。
地方特殊景觀與文化資產遺跡
台陽公司瑞芳辦事處歷史建築群
- 台陽礦業事務所（歷史建築）
- 招魂碑（歷史建築）
- 八番坑（歷史建築）
- 頌德碑（歷史建築）
- 修路碑（歷史建築）
- 臺陽礦業國英坑（歷史建築）
- 周圍建築群
- 九份老街
- 昇平戲院
- 五番坑道紀念公園
- 磅坑口
- 九份金礦博物館
- 翁山英故居（歷史建築）

## 外部連結
- 新北市觀光旅遊網 - 瑞芳．驚艷水金九 （页面存档备份，存于）
- 水金九礦業遺址 Shuei-Jin-Jiou Mining Sites - 世遺18 臺灣世界遺產潛力點向前行 Taiwan 18 Potential World Heritage Sites - 文化部文化資產局 （页面存档备份，存于）
- 金之史-光復 - 什麼狀礦 Archive.today的存檔，存档日期2016-05-01